# Michael Arneth
Michael Arneth (* 15. November 1905 in Unterstürmig bei Eggolsheim; † 20. März 1995 in Bamberg) war ein deutscher Theologe und Lehrer.
Arneth besuchte das Progymnasium Forchheim und das Neue Gymnasium Bamberg und studierte Philosophie und Theologie in München und Innsbruck. 1924 trat er in München der katholischen Studentenverbindung W.K.St.V. Unitas Schyria bei. Nach seiner Priesterweihe 1929 wurde er Kaplan in Bamberg. Von 1932 bis 1936 war er Präfekt am Erzbischöflichen Knabenseminar Bamberg und Religionslehrer am Neuen Gymnasium, danach bis 1953 Lehrer am humanistischen Gymnasium und der Oberrealschule Bayreuth sowie nebenamtlicher Dozent an der Hochschule für Lehrerbildung Bayreuth. Im Zweiten Weltkrieg wurde er in der Sanitätseinheit eingesetzt.
Nach dem Krieg war er von 1953 bis 1957 Lehrer am Alten Gymnasium Bamberg und danach bis 1964 Dozent am Institut für Lehrerbildung Bamberg, die 1958 zur Pädagogischen Hochschule Bamberg der Universität Würzburg wurde. Nach seiner Habilitation an der Universität München arbeitete er als Professor für Religionslehre und Religionspädagogik an der Pädagogischen Hochschule Bamberg, die 1972 zur Gesamthochschule Bamberg wurde. Er gehörte auch dem Vorstand der Hochschule an. Vom 1. Juni 1963 bis zum 31. Dezember 1987 war er Mitglied des Bayerischen Senats in der Gruppe der Religionsgemeinschaften.